# Alpha-1-microglobuline
L'alpha-1-microglobuline est une glycoprotéine de faible poids moléculaire codée par le gène AMBP,,.
Elle est synthétisée dans le foie et les lymphocytes.
Elle appartient à la famille des lipocalines.
Elle interagit avec le CD79A,.

## Pour approfondir
- (en) B Akerström, L Lögdberg, T Berggård, et al., « alpha(1)-Microglobulin: a yellow-brown lipocalin. », Biochim. Biophys. Acta, vol. 1482, nos 1-2,‎ 2000, p. 172–84 (PMID 11058759)
- (en) H Kobayashi, M Suzuki, Y Hirashima, T Terao, « The protease inhibitor bikunin, a novel anti-metastatic agent. », Biol. Chem., vol. 384, no 5,‎ 2004, p. 749–54 (PMID 12817471)
- (en) B Ekström, I Berggård, « Human alpha1-microglobulin. Purification procedure, chemical and physiochemical properties. », J. Biol. Chem., vol. 252, no 22,‎ 1977, p. 8048–57 (PMID 72071)
- (en) J Escribano, C Lopex-Otin, A Hjerpe, et al., « Location and characterization of the three carbohydrate prosthetic groups of human protein HC. », FEBS Lett., vol. 266, nos 1-2,‎ 1990, p. 167–70 (PMID 1694784)
- (en) M Diarra-Mehrpour, J Bourguignon, R Sesboüé, et al., « Structural analysis of the human inter-alpha-trypsin inhibitor light-chain gene. », Eur. J. Biochem., vol. 191, no 1,‎ 1990, p. 131–9 (PMID 1696200)
- (en) W Gebhard, T Schreitmüller, H Vetr, et al., « Complementary DNA and deduced amino acid sequences of procine alpha 1-microglobulin and bikunin. », FEBS Lett., vol. 269, no 1,‎ 1990, p. 32–6 (PMID 1696914)
- (en) C Falkenberg, A Grubb, B Akerström, « Isolation of rat serum alpha 1-microglobulin. Identification of a complex with alpha 1-inhibitor-3, a rat alpha 2-macroglobulin homologue. », J. Biol. Chem., vol. 265, no 27,‎ 1990, p. 16150–7 (PMID 1697852)
- (en) SV Nazimova, IV Akulenko, IV Zaĭtseva, et al., « [Immunoenzyme analysis of placenta-specific alpha(1)-microglobulin in the blood serum in normal and pathological pregnancy] », Akusherstvo i ginekologiia, no 7,‎ 1990, p. 70–2 (PMID 1700638)
- (en) J Escribano, A Grubb, M Calero, E Méndez, « The protein HC chromophore is linked to the cysteine residue at position 34 of the polypeptide chain by a reduction-resistant bond and causes the charge heterogeneity of protein HC. », J. Biol. Chem., vol. 266, no 24,‎ 1991, p. 15758–63 (PMID 1714898)
- (en) JJ Enghild, G Salvesen, SA Hefta, et al., « Chondroitin 4-sulfate covalently cross-links the chains of the human blood protein pre-alpha-inhibitor. », J. Biol. Chem., vol. 266, no 2,‎ 1991, p. 747–51 (PMID 1898736)
- (en) P Reisinger, K Hochstrasser, GJ Albrecht, et al., « Human inter-alpha-trypsin inhibitor: localization of the Kunitz-type domains in the N-terminal part of the molecule and their release by a trypsin-like proteinase. », Biol. Chem. Hoppe-Seyler, vol. 366, no 5,‎ 1985, p. 479–83 (PMID 2408638)
- (en) J Bourguignon, M Diarra-Mehrpour, R Sesboüé, et al., « Human inter-alpha-trypsin-inhibitor: characterization and partial nucleotide sequencing of a light chain-encoding cDNA. », Biochem. Biophys. Res. Commun., vol. 131, no 3,‎ 1985, p. 1146–53 (PMID 2413856)
- (en) E Méndez, JL Fernández-Luna, A Grubb, F Leyva-Cobián, « Human protein HC and its IgA complex are inhibitors of neutrophil chemotaxis. », Proc. Natl. Acad. Sci. U.S.A., vol. 83, no 5,‎ 1986, p. 1472–5 (PMID 2419908)
- (en) C Traboni, R Cortese, « Sequence of a full length cDNA coding for human protein HC (alpha 1 microglobulin). », Nucleic Acids Res., vol. 14, no 15,‎ 1986, p. 6340 (PMID 2428011)
- (en) JF Kaumeyer, JO PolazziO, MP Kotick, « The mRNA for a proteinase inhibitor related to the HI-30 domain of inter-alpha-trypsin inhibitor also encodes alpha-1-microglobulin (protein HC). », Nucleic Acids Res., vol. 14, no 20,‎ 1986, p. 7839–50 (PMID 2430261)
- (en) EI Zaraĭskiĭ, SV Nazimova, GA Olefirenko, et al., « [Immunoenzyme analysis of placenta-specific alpha 1-microglobulin in the serum of blood donors] », Vopr. Med. Khim., vol. 35, no 5,‎ 1990, p. 130–2 (PMID 2482577)
- (en) T Schreitmüller, K Hochstrasser, PW Reisinger, et al., « cDNA cloning of human inter-alpha-trypsin inhibitor discloses three different proteins. », Biol. Chem. Hoppe-Seyler, vol. 368, no 8,‎ 1987, p. 963–70 (PMID 3663330)
- (en) M Morii, J Travis, « The reactive site of human inter-alpha-trypsin inhibitor is in the amino-terminal half of the protein. », Biol. Chem. Hoppe-Seyler, vol. 366, no 1,‎ 1985, p. 19–21 (PMID 3890890)